# 第二次歐洲殖民浪潮
之所以称之为第二次歐洲殖民浪潮是因為它發生在第一次歐洲殖民浪潮（15世紀至19世紀）之後，第二次浪潮開始於19世紀中葉的新帝國主義時期，這時期帶來的最特別的變化是瓜分非洲。這次浪潮持續到反殖民化時期，剩下的也於二戰之後徹底結束。

## 第一次世界大戰後
殖民地區在德國以及鄂圖曼帝國瓦解後有所變化。之後為了新成立的國際聯盟的託管地。